# Dressendorf
Dressendorf (bis 1875 offizielle Schreibweise: Tressendorf) ist ein Dorf im Stadtgebiet von Goldkronach im oberfränkischen Landkreis Bayreuth in Bayern. Die Gemarkung Dressendorf hat eine Fläche von 5,685 km². Sie ist in 626 Flurstücke aufgeteilt, die eine durchschnittliche Fläche von 9081,24 m² haben. In ihr liegen neben dem namensgebenden Ort die Gemeindeteile Forthof, Melm, Sand und Sandhof.

## Geografie
Das Dorf liegt auf freier Flur im Tal des Kuhbachs, eines linken Zuflusses der Kronach, am Fuß des Bindlacher Bergs. Die Staatsstraße 2163 führt nach Goldkronach (2,5 km nordöstlich) bzw. nach Allersdorf (2,5 km südwestlich). Gemeindeverbindungsstraßen führen nach Deps (1,9 km nordwestlich) und nach Pöllersdorf (1,2 km südöstlich).

## Geschichte
Der Ort wurde im Jahre 1336 als „Tresendorf“ erstmals urkundlich erwähnt. 1487 wurde der Ort als „Trebssenndorff“ geführt, 1495 dann als „Tresendorff“, 1503 als „Trebßendorff“ und 1523 als „Drebssendorff“.
Gegen Ende des 18. Jahrhunderts gab es in Dressendorf 36 Anwesen. Die Hochgerichtsbarkeit stand dem bayreuthischen Stadtvogteiamt Bayreuth zu. Die Dorf- und Gemeindeherrschaft hatte das Hofkastenamt Bayreuth. Grundherren waren
- das Hofkastenamt Bayreuth (4 Halbhöfe, 3 Dreiachtelhöfe, 3 Viertelhöfe, 1 Achtelhof, 4 Sölden, 1 Sölde mit Schmiedrecht, 1 Dreiviertelsölde, 2 Viertelsölden, 2 Tropfsölden, 1 Tropfhaus mit Zapfenschenke, 2 Häuser, 1 Hirtenhaus),
- die Hofkanzlei Bayreuth (1 Sölde, 1 Schmiede, 1 Haus),
- das Stift- und Pfründeamt Bayreuth (1 Söldengütlein),
- das Kloster Michelsberg (2 Güter),
- das Rittergut Dressendorf (2 Halbhöfe, 2 Sölden),
- der Oberförster Pöhner zu Weidenberg (1 Gut).[9]

Von 1797 bis 1810 unterstand der Ort dem Justiz- und Kammeramt Bayreuth. Nachdem im Jahr 1810 das Königreich Bayern das Fürstentum Bayreuth käuflich erworben hatte, wurde Dressendorf bayerisch. Infolge des Ersten Gemeindeedikts wurde Dressendorf dem 1812 gebildeten Steuerdistrikt Benk zugewiesen. Zugleich entstand die Ruralgemeinde Dressendorf, zu der Forthof gehörte. Lindenberg, Melm und Sand wurden etwas später auf dem Gemeindegebiet gegründet. Die Gemeinde Dressendorf war in Verwaltung und Gerichtsbarkeit dem Landgericht Bayreuth zugeordnet und in der Finanzverwaltung dem Rentamt Bayreuth (1919 in Finanzamt Bayreuth umbenannt). In der freiwilligen Gerichtsbarkeit unterstanden vier Anwesen bis 1844 dem Patrimonialgericht Dressendorf. Ab 1862 gehörte Dressendorf zum Bezirksamt Bayreuth (1939 in Landkreis Bayreuth umbenannt). Die Gerichtsbarkeit blieb beim Landgericht Bayreuth (1879 in Amtsgericht Bayreuth umgewandelt).
Im Jahr 1869 konnte die Freiwillige Feuerwehr ihr erstes Gerätehaus einweihen. Nach den Bombenangriffen auf Bayreuth wirkte die Dressendorfer Wehr im April 1945 dort bei der Brandbekämpfung mit. Ein Blitzschlag entfachte am 8. Mai 1948 ein Großfeuer im Dorfzentrum. Trotz der Hilfe von Wehren aus Bayreuth, Nemmersdorf, Goldkronach, Leisau, Neudorf, Bindlach und Deps konnten ein Wohnhaus und drei Scheunen nicht gerettet werden. Am 20. April 1951 wurde ein neuer Löschwasserteich seiner Bestimmung übergeben. Das heutige Feuerwehrhaus wurde 1968 errichtet; der 1954 in Betrieb genommene Schlauchturm in Holzbauweise wurde nach Schäden 1997 wieder abgebaut.
Die Gemeinde hatte 1964 eine Gebietsfläche von 5,690 km². Im Zuge der Gebietsreform in Bayern wurde die Gemeinde Dressendorf am 1. Januar 1972 in Goldkronach eingegliedert.

### Einwohnerentwicklung
Gemeinde Dressendorf
| Jahr      | 1822   | 1840   | 1852   | 1855   | 1861   | 1867   | 1871   | 1875   | 1880   | 1885   | 1890   | 1895   | 1900   | 1905   | 1910   | 1919   | 1925   | 1933   | 1939   | 1946   | 1950   | 1952   | 1961   | 1970   |
| Einwohner | 215    | 280    | 345    | 347    | 379    | 389    | 375    | 390    | 406    | 410    | 399    | 403    | 370    | 363    | 358    | 334    | 322    | 292    | 319    | 391    | 389    | 360    | 349    | 352    |
| Häuser    | 36     |        |        |        |        |        | 57     |        |        | 62     | 60     |        | 61     |        |        |        | 55     |        |        |        | 56     |        | 59     |        |
| Quelle    | [ 10 ] | [ 15 ] | [ 15 ] | [ 15 ] | [ 16 ] | [ 17 ] | [ 18 ] | [ 19 ] | [ 20 ] | [ 21 ] | [ 22 ] | [ 15 ] | [ 23 ] | [ 15 ] | [ 24 ] | [ 15 ] | [ 25 ] | [ 15 ] | [ 15 ] | [ 15 ] | [ 26 ] | [ 15 ] | [ 12 ] | [ 27 ] |

Ort Dressendorf
| Jahr      | 001819 | 001822 | 001861 | 001871 | 001885 | 001900 | 001925 | 001950 | 001961 | 001970 | 001987 |
| Einwohner | 240    | 207    | 330    | 333    | 365    | 327    | 286    | 331    | 306    | 320    | 253    |
| Häuser    |        | 34     |        |        | 56     | 54     | 49     | 50     | 53     |        | 64     |
| Quelle    | [ 28 ] | [ 10 ] | [ 16 ] | [ 18 ] | [ 21 ] | [ 23 ] | [ 25 ] | [ 26 ] | [ 12 ] | [ 27 ] | [ 1 ]  |

## Religion
Dressendorf ist seit der Reformation evangelisch-lutherisch geprägt und bis heute nach Nemmersdorf gepfarrt.